# Hans Klarenbeek
Hans Klarenbeek (1965) is een Nederlandse schaker. In 1993 werd hem door de FIDE de Meestertitel (IM) toegekend.
In 1992 kwalificeerde Klarenbeek zich voor het Nederlands Kampioenschap Schaken en werd daar zevende. Zijn laatste grote toernooi speelde hij in het Badalona Open en daar werd hij eerste. In 1998 stopte hij met actief schaak, maar sinds 2007 is hij weer actief voor ZSC/Saende.
Hans heeft een tweelingbroer (Mark) die ook schaakt en Fidemeester is.